# Duarte Borges da Câmara de Medeiros
Duarte Borges da Câmara de Medeiros (Ponta Delgada, 7 de Setembro de 1799 — Ponta Delgada, São José, 19 de Março de 1872), 1.º Visconde da Praia (com frequência incorretamente referido por 1.º Visconde de Vila da Praia), foi um empresário agrícola, empresário, filantropo e político português.

## Família
Filho primogénito de António Pedro Borges da Câmara de Medeiros (Ponta Delgada, São José, 14 de Abril de 1757 - 19 de Janeiro de 1820), fidalgo cavaleiro da Casa Real a 4 de Julho de 1777, herdeiro e dos vínculos do pai, em Ponta Delgada, e também da Casa de Jesus-Maria José, na Praia, perto de Vila Franca do Campo, que pertencia à família de sua mãe, 5.º Provedor dos Resíduos de São Miguel, e de sua mulher e prima (Ponta Delgada, São José, 29 de Outubro de 1798) Maria Francisca do Livramento de Andrade Albuquerque de Bettencourt. Irmão de Maria José Borges da Câmara de Medeiros (Ponta Delgada, Fajã de Baixo, 13 de Agosto de 1800 - 27 de Janeiro de 1858), deixando a sua terça à Santa Casa da Misericórdia de Ponta Delgada, casada em Ponta Delgada, Fajã de Baixo, a 14 de Agosto de 1819 com seu primo Caetano de Andrade Albuquerque de Bettencourt Raposo da Câmara (Ponta Delgada, São Roque, 2 de Março de 1788 - Ponta Delgada, São Roque, 8 de Dezembro de 1839), Senhor e herdeiro da grande Casa vincular administrada pelo pai e também Administrador dos Vínculos que herdou por morte de seu tio materno Manuel Raposo da Câmara (avós paternos de Caetano de Andrade Albuquerque de Bettencourt) e de António Borges da Câmara de Medeiros.

## Biografia
Foi Comerciante, rico terratenente de Ponta Delgada, Açores, 6.º Provedor dos Resíduos em toda a Ilha de São Miguel, senhor e administrador da Casa da Praia, de Jesua-Maria-José e dos demais vínculos administrados pelos seus antepassados, financiador do partido liberal, Deputado às Cortes, Governador Civil do Distrito de Ponta Delgada, Par do Reino, Conselheiro de Sua Majestade Fidelíssima e senhor de vários vínculos na Ilha de São Miguel, onde se distinguiu pelos seus atos de benemerência. Adquiriu em hasta pública, após a extinção das ordens religiosas, o Convento do Bom Jesus em Monforte.
O título de 1.º visconde da Praia, com frequência incorretamente referido por Visconde de Vila da Praia, foi-lhe concedido por Decreto de D. Maria II de Portugal de 7 de Maio de 1845. Usou as armas da Casa da Praia: esquartelado, o 1.º Borges, o 2.º de Medeiros, o 3.º da Câmara e o 4.º Dias do Ramo Espanhol; timbre: Borges; Coroa de Visconde.

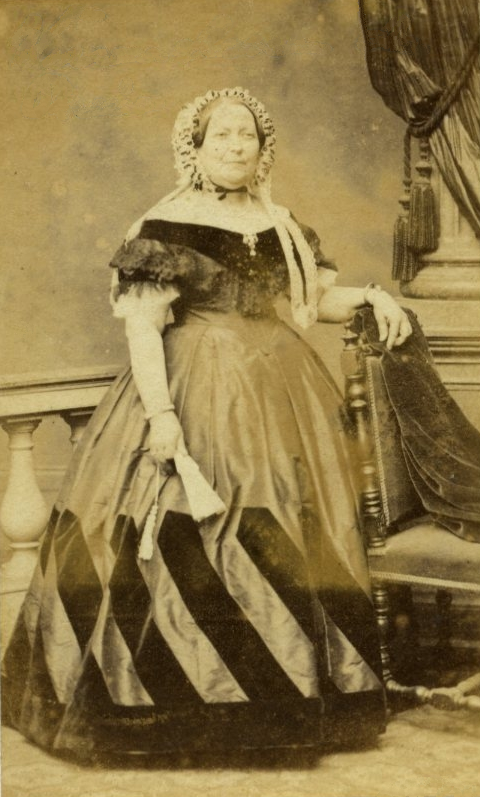
D. Ana Teodora de Medeiros Sousa Dias da Câmara, Viscondessa da Praia

Casou em Ponta Delgada, Matriz (hoje São Sebastião, a 2 de Junho de 1823, com sua prima Ana Teodora de Medeiros de Sousa Dias da Câmara ou Borges do Canto de Medeiros (3 de Maio de 1800 - 15 de Setembro de 1883), filha herdeira de António de Medeiros Dias de Sousa da Câmara, fidalgo da Casa Real, e de sua mulher Clara Joaquina Isabel do Canto de Medeiros da Costa e Albuquerque. Deste casamento houve:
- Maria Carolina Borges da Câmara de Medeiros (Ponta Delgada, São José, 3 de Maio de 1824 - Ponta Delgada), solteira e sem geração
- Ana Júlia Borges da Câmara de Medeiros (Ponta Delgada, São José, 9 de Abril de 1827 - Ponta Delgada, São Pedro, 21 de Agosto de 1849), casada em Ponta Delgada, São Pedro, a 26 de Dezembro de 1842 com António Manuel de Medeiros da Costa Canto e Albuquerque, 2.º Barão das Laranjeiras e 1.º Visconde das Laranjeiras, do qual foi primeira mulher
- Clara Emília Borges da Câmara de Medeiros (Ponta Delgada, São José, 26 de Fevereiro de 1828 - Ponta Delgada, São José, 26 de Junho de 1865), casada em Ponta Delgada, São José, a 22 de Maio de 1843 com Baltasar Rebelo Borges de Castro, 1.º Visconde de Santa Catarina
- António Borges de Medeiros Dias da Câmara e Sousa (Ponta Delgada, São José, 23 de Janeiro de 1829 - Lisboa, 1 de Maio de 1913), 2.º Visconde da Praia, 1.º Conde da Praia e Monforte e 1.º Marquês da Praia e Monforte
- Mariana Augusta Borges da Câmara de Medeiros (Ponta Delgada, São José, 5 de Setembro de 1830 - ?), casada em Ponta Delgada, São José, a 15 de Julho de 1850 com seu cunhado António Manuel de Medeiros da Costa Canto e Albuquerque, 2.º Barão das Laranjeiras e 1.º Visconde das Laranjeiras, do qual foi segunda mulher
- Carolina Adelaide Borges da Câmara de Medeiros ou de Medeiros de Sousa Dias da Câmara (Ponta Delgada, São José, 6 de Janeiro de 1832 - ?), casada em Ponta Delgada, Matriz (hoje São Sebastião), a 19 de Abril de 1849 com seu primo João de Bettencourt de Andrade Albuquerque (Ponta Delgada, São José, 12 de Janeiro de 1819 - 2 de Agosto de 1901), com geração
- Guilhermina Amélia Borges da Câmara de Medeiros (Ponta Delgada, São José, 16 de Maio de 1837 - ?), casada em Ponta Delgada, São José, a 21 de Março de 1857 com Francisco de Melo Manuel da Câmara, 2.º Conde da Silvã